# Fenazepam
El fenazepam és una benzodiazepina sintètica que s'utilitza comunament a Rússia i alguns països d'Europa de l'Est per al tractament de trastorns d'ansietat, trastorns de pànic i trastorns convulsius. També s'ha utilitzat per tractar l'alcoholisme i l'insomni. No està aprovat per al seu ús en molts països, inclosos els Estats Units, ja que ha estat relacionat amb efectes secundaris greus i un alt risc de dependència. També s'utilitza com a droga recreativa pel seu efecte sedant i relaxant.

## Història
Es va desenvolupar a la Unió Soviètica el 1975 i ara es produeix a Rússia i alguns països de la CEI.

## Propietats

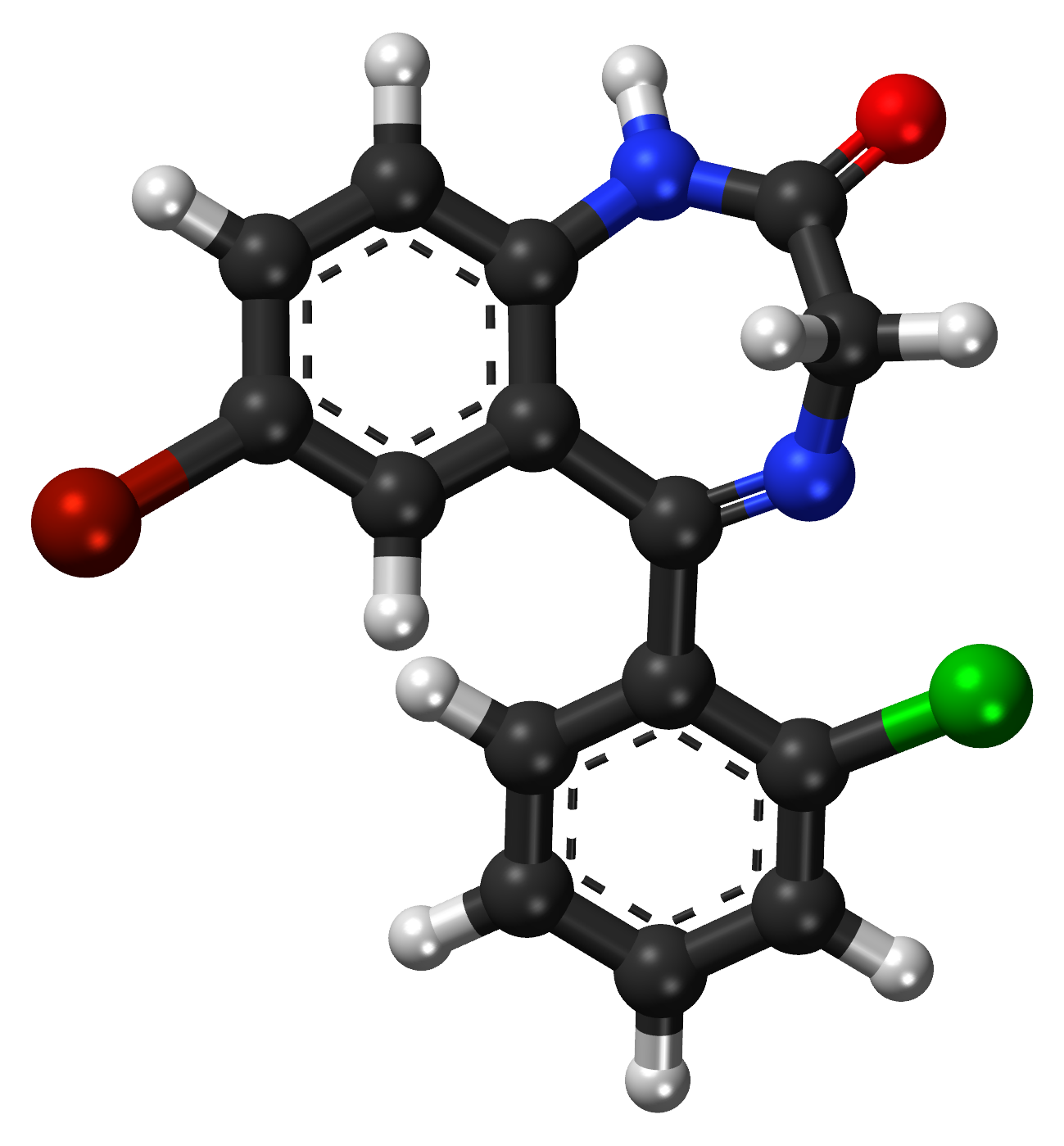
Fenazepam

La fórmula química del fenazepam és {\displaystyle {\ce {C15H10BrClN2O}}}, és un compost químic de la classe de les benzodiazepines. Com altres benzodiazepines, el fenazepam (7-bromo-5-(2-clorofenil)-1,3-dihidro-1,4-benzodiazepin-2-ona) es compon d'un anell de benzè fusionat a un 1,4-d'anell de diazepina. Un anell de 2-clorofenil s'uneix a la posició 5 i un brom s'uneix a la posició 7. El seu pes molecular és de 349,6 g/mol.

## Usos
El fenazepam es comercialitza amb el nom d'Arpazepam s'utilitza en el tractament de diversos trastorns mentals com l'esquizofrènia psiquiàtrica i l'ansietat. Es pot utilitzar com a premedicació abans de la cirurgia, ja que augmenta els efectes dels anestèsics. S'empra en el tractament de:neurosi i psicopatia i altres afeccions acompanyades de por, ansietat, augment de la irritabilitat i labilitat emocional; psicosi reactiva breu i síndrome hipocondriasi-senestopàtica; disfunció vegetativa i labilitat vegetativa; insomni; síndrome d'abstinència alcohòlica; epilèpsia del lòbul temporal i epilèpsia mioclònica; hipercinèsia i tics; i espasticitat muscular.

### Efectes secundaris
Els efectes secundaris inclouen singlot, marejos, pèrdua de coordinació i somnolència, juntament amb amnèsia anterògrada que es pot pronunciar a dosis altes. Igual que amb altres benzodiazepines, en cas d'interrupció abrupta després d'un ús prolongat, poden ocórrer símptomes d'abstinència severs, inclosos inquietud, ansietat, insomni, convulsions, i mort, encara que a causa de la seva vida mitjana intermèdia com així també, el dels seus metabòlits actius, aquests símptomes d'abstinència poden trigar dos o més a manifestar-se.